# Tempo (ajedrez)
En ajedrez, tempo se refiere a un "turno" o un solo movimiento. Cuando un jugador consigue un resultado deseado en un movimiento menos que lo planeado, se dice que el jugador "gana un tempo"; al contrario, cuando un jugador usa un movimiento más que lo necesario, se dice que el jugador "pierde un tempo". De forma similar, cuando un jugador fuerza a su oponente a hacer movimientos que fuera de su plan inicial, se dice que uno "gana tempo" porque hace que el oponente desperdicie movimientos. A menudo, un movimiento que gana tempo se llama un movimiento "con tempo".
Un ejemplo sencillo de perder tempo puede ser mover una torre del escaque h1 a h5 y de ahí a h8 como muestra el primer diagrama, simplemente moverse de h1 a h8 habría conseguido el mismo resultado con un tempo disponible. Sin embargo, este tipo de maniobras no siempre pierden un tempo— la torre en h5 podría hacer algún tipo de amenaza que debe ser respondida. En este caso, ya que ambos jugadores han "perdido" un tempo, el resultado neto en términos de tiempo es nulo, pero el cambio que trae la posición puede favorecer a un jugador más que a otro.

## Ganar un tempo
|       |       |       |       |       |       |       |       |       |  |
|       | a8 rd | b8 nd | c8 bd | d8    | e8 kd | f8 bd | g8 nd | h8 rd |  |
| a7 pd | b7 pd | c7 pd | d7    | e7 pd | f7 pd | g7 pd | h7 pd |       |  |
| a6    | b6    | c6    | d6    | e6    | f6    | g6    | h6    |       |  |
| a5    | b5    | c5    | d5 qd | e5    | f5    | g5    | h5    |       |  |
| a4    | b4    | c4    | d4    | e4    | f4    | g4    | h4    |       |  |
| a3    | b3    | c3    | d3    | e3    | f3    | g3    | h3    |       |  |
| a2 pl | b2 pl | c2 pl | d2 pl | e2    | f2 pl | g2 pl | h2 pl |       |  |
| a1 rl | b1 nl | c1 bl | d1 ql | e1 kl | f1 bl | g1 nl | h1 rl |       |  |
|       |       |       |       |       |       |       |       |       |  |

Se puede ganar un tempo, por ejemplo, al desarrollar una pieza al mismo tiempo que se hace jaque, aunque si el jaque puede ser neutralizado mediante el desarrollo de una pieza, el resultado neto puede ser nulo. Si el jaque se puede bloquear con un movimiento útil de peón que también aleja a la pieza que hace jaque, el mismo jaque puede perder tempo.
En general, es deseable hacer movimientos que ganan tempo. Se dice que un jugador tiene la iniciativa si es capaz de hacer movimientos continuos que fuerzan a su oponente a responder de una forma en particular o que limitan sus respuestas. El jugador con la iniciativa tiene una mayor selección de movimientos y tiene, con ciertas limitaciones, control sobre la dirección que toma el juego, aunque esta ventaja es relativa y puede no ser muy valiosa (por ejemplo, tener una iniciativa leve cuando no se tiene una torre puede ser completamente irrelevante)
En la defensa escandinava, después de 1.e4 d5 2.exd5 Qxd5, si Blancas juega 3.Nc3 el caballo ataca a la dama negra, forzando a que se mueva de nuevo, y Blancas gana un tempo. Un movimiento similar gana un tempo en la apertura llamada apertura del centro

## Perder un tempo
En algunas situaciones al final del juego, un jugador debe perder tempo para progresar. Por ejemplo, cuando los dos reyes están en oposición (una forma de zugzwang), el jugador que debe jugar está a menudo en desventaja porque debe hacer una movida. El jugador puede ser capaz de triangular para perder un tempo y regresar a la misma posición, pero en la que el oponente debe jugar (y de esta forma ponerlo en zugzwang). Los reyes, damas, alfiles y torres pueden perder un tempo; un caballo no puede.
En la posición de un juego de 2008 entre Artyom Timofeev y Ernesto Inarkiev, el negro abandonó el juego porque el blanco ganará con un movimiento de tempo. (Timofeev ganó el Abierto de Moscú de 2008 con esta partida.) Blancas amenazan 118.Th8+. Si las negras mueven su rey en el turno 117, Blancas gana el alfil con 118.Th8+, que resulta en una posición con un jaque mate elemental. Si las  negras juegan 117...Ah5 entonces 118.Th8 y las negras están en zugzwang, y pierden. Entonces las negras deben mover 117...Ae2 para evitar meterse inmediatamente en una posición perdida. Pero entonces vendrá 118.Th8+ Ah5 y ahora Blancas hace un movimiento de tempo con 119.Th7 (o 119.Th6), manteniendo la clavada sobre el alfil, haciendo que sea el turno de Negras, y las negras deben perder el alfil.

## Tempo disponible
|       |       |       |    |    |       |       |       |    |  |
|       | a8    | b8    | c8 | d8 | e8    | f8    | g8    | h8 |  |
| a7    | b7    | c7    | d7 | e7 | f7 pd | g7    | h7    |    |  |
| a6    | b6    | c6    | d6 | e6 | f6 xo | g6    | h6 pd |    |  |
| a5 kl | b5 pd | c5    | d5 | e5 | f5    | g5 pd | h5    |    |  |
| a4    | b4 pl | c4 kd | d4 | e4 | f4    | g4 pl | h4    |    |  |
| a3    | b3    | c3    | d3 | e3 | f3 oo | g3    | h3 oo |    |  |
| a2    | b2    | c2    | d2 | e2 | f2 pl | g2    | h2 pl |    |  |
| a1    | b1    | c1    | d1 | e1 | f1    | g1    | h1    |    |  |
|       |       |       |    |    |       |       |       |    |  |

Un tempo disponible en el final del juego se da cuando un jugador tiene un movimiento de peón que no cambia esencialmente la posición pero que pierde un tempo para poner al oponente en zugzwang. En este ejemplo, si solo se consideran las piezas del lado de la dama, sería un ejemplo de zugzwang recíproco— el jugador que debe mover perderá. En la posición completa, Blancas tiene dos tempos disponibles (f2–f3 y h2–h3) mientras que Negras sólo tiene uno (f7–f6), así que Blancas tiene un tempo disponible. Al usar estos movimientos puede forzar a Negras a un zugzwang fatal:
1. h3 f6
2. f3
y cualquier jugada que haga Negras lo hará perder.
Si el peón negro hubiera estado en h7 en lugar de h6, Blancas y Negras tendrían un número igual de tempos disponibles, así que el jugador que deba mover debería perder.

## Tempo de reserva
|       |    |       |       |    |       |       |    |    |  |
|       | a8 | b8    | c8    | d8 | e8    | f8    | g8 | h8 |  |
| a7    | b7 | c7    | d7 kd | e7 | f7 pd | g7    | h7 |    |  |
| a6 pd | b6 | c6    | d6    | e6 | f6    | g6 pd | h6 |    |  |
| a5    | b5 | c5 pl | d5 pd | e5 | f5    | g5 pl | h5 |    |  |
| a4 oo | b4 | c4    | d4    | e4 | f4 pl | g4    | h4 |    |  |
| a3 oo | b3 | c3 kl | d3    | e3 | f3    | g3    | h3 |    |  |
| a2 pl | b2 | c2    | d2    | e2 | f2    | g2    | h2 |    |  |
| a1    | b1 | c1    | d1    | e1 | f1    | g1    | h1 |    |  |
|       |    |       |       |    |       |       |    |    |  |

Un peón puede tener un tempo de reserva, principalmente en el final del juego cuando sólo hay reyes y peones. Esto es especialmente cierto de un peón en la segunda fila,donde tiene la opción de moverse uno o dos escaques. Los movimientos de peón mantenidos en reserva pueden ser usados para ganar un juego.
En esta posición de un juego de 1986 entre John Nunn y Klaus Bischoff, Negras se rindió porque debía perder su peón en la columna d porque Blancas tiene un tempo de reserva con su peón en a. Por ejemplo,
39... Kc6
40. Kd4 a5
41. a4
o
39...Kc7
40. Kd4 Kc6
41. a3 a5
42. a4
En ambos casos, negras debe abandonar su peón en d5 (o mover primero y perder su peón en f7). Blancas es capaz de poner a Negras en zugzwang porque tiene la opción de mover el peón en a2 uno o dos escaques.